# 鲁迪·卡尔古斯
鲁迪·卡尔古斯（德語：Rudi Kargus，1952年8月15日—），德国男子足球运动员，场上位置是守门员。他曾代表西德参加1978年国际足联世界杯，也曾在1976年欧洲足球锦标赛上获得亚军。